# HD149277
HD149277 — хімічно пекулярна зоря спектрального класу B2, що має видиму зоряну величину в смузі V приблизно  8,4.
Вона  розташована на відстані близько 163078,2 світлових років від Сонця.